# Rhodopina perakensis
Rhodopina perakensis är en skalbaggsart som beskrevs av Stefan von Breuning 1970. Rhodopina perakensis ingår i släktet Rhodopina och familjen långhorningar. Inga underarter finns listade i Catalogue of Life.